# 及川奈央の自然体にもほどがある
及川奈央の自然体にもほどがある（おいかわなおのしぜんたいにもほどがある）は、2007年3月16日から2009年8月28日まで、概ね週一回、インターネットテレビ「GyaO」のGyaOジョッキーチャンネルで放送されたトークバラエティ番組である。GyaOジョッキー歴代2位の放送期間となる、2年5カ月間121回にわたって続いたが、GyaOジョッキー閉局に伴い番組終了となった。約2年のブランクを経て、2011年7月14日よりプラットフォームをニコニコ動画内ニコジョッキーチャンネルに移し、及川奈央の自然体にもほどがある2として再開。

## 及川奈央の自然体にもほどがある(配信元:GyaO)

### 概要
及川奈央の冠番組で絹川麗とのガールズトークをメインにした生放送。GyaOジョッキーに共通する特徴として、視聴者からのチャットがほぼリアルタイムで画面横の枠内に表示され、出演者やスタッフがそれを見ながら放送を行う双方向コミュニケーションが行われた。
スペシャル番組（放送日：2007年3月16日、番組名：「及川奈央の及川謎!?」）としてパイロット版が放送され、2007年4月3日から毎週火曜日、24時～25時のレギュラー番組となる。2008年12月まで毎週金曜日23時-24時。2009年1月から22時-23時の放送。

### 出演者

#### レギュラー
- 及川奈央 (MC、2007年3月16日 - 2009年8月28日)

全121回中、他の仕事のロケ等とバッティングするため生放送を欠席したことが3回ある。その場合は、絹川麗と神戸敏行が生放送のMCを勤め、及川奈央は電話(#37,#56)・ビデオ(#88)により参加した。
- 絹川麗 (アシスタント、2007年4月24日 - 2009年8月28日)

#5から参加し、途中3回(#19,#20,#21)の欠席を除いて、一貫してレギュラー出演。

#### 準レギュラー
- 神戸敏行 (2007年3月16日 - 2009年8月28日 (不定期))

GyaOジョッキーの総合プロデューサーとして初回から出演。番組初期には頻繁に出演したが、絹川麗の参加以後は徐々に出演機会を減らした。
- HEY!たくちゃん (2007年4月3日 - 2009年4月3日 (不定期))

#2から野田義治や佐野実のものまねキャラで出演したが、絹川麗の参加以後は電話出演を含め数回参加。100回記念回には、ものまね抜きの素のキャラで登場した。
- 長谷川瞳 (2008年8月22日 - 2009年4月3日 (不定期))

当番組の開始にあたって、長谷川瞳が出演していた加藤鷹のオマーン★コーナーキックに及川奈央が覆面ゲストとして参加したことが一つの契機となった。70回記念回でのロケ収録とスタジオ生放送に参加、その後最終回まで12回出演。チャットに参加したこともある。別キャラクタの峰田不二子と称することもある。

#### ゲスト
- チームドラゴン

#3に登場。映画『かちこみ!ドラゴン・タイガー・ゲート』の宣伝ユニット。
- 増田香(ラブカップル)

#20,#21に登場。絹川麗の休みに際して、及川奈央の対話相手となる。
- 住谷杏奈

当番組の開始にあたって、鈴木(住谷)杏奈とレイザーラモンHGの結婚式で、及川奈央と神戸敏行が再会したことが一つの契機となった。#21に登場。
- 流れ星

名古屋テレビで及川奈央とレギュラー番組を持っていた縁で、誕生日恒例ゲストとして#53,#102に登場。
- 浦えりか(中野腐女シスターズ[* 1])

当番組に引き続いて金曜日に放送されていた腐ジョッキーの主要メンバー。70回記念回でのロケ収録とスタジオ生放送に参加。
- ローシュガー

絹川麗がボーカルを勤めていたバンド。#78絹川誕生日に参加。
- 絹川麗の妹

#78絹川誕生日に参加。
- YASS(ビーグルクルー)

及川奈央も出演した映画『TOGETHER』で主題歌を担当。#101で新曲とPVを紹介。
- BBゴロー

#119の怪談特集『怖い話にもほどがある』に出演。

#### 構成作家
- 中村至誠

#1 - #21, #37 - #53
- 麻呂

#22 - #36
- スーツ(村島リョウ)

#54 - #121

### コーナー

#### トーク系コーナー
人生相談 自然体にこたえちゃう
#6よりはじまり、番組最多となる通算81回放送され、番組の顔となったコーナー。当初はメールで視聴者の相談を受け付ける形式だった。#21までで一旦終了し、次項の「御意見番」のコーナーに引き継がれたが、#48よりこのコーナー名が復活。復活後は、相談受付方法がチャット主体となり、内容も短時間で数をこなす傾向が強まったので「御意見番」のコーナーと融合したとも解釈できる。
及川親分の週刊深夜の御意見番
#5での「一言物申す」が発端となり、#22より「及川親分の週刊男の御意見番」というタイトルでレギュラーコーナー化。当初は男性の振舞について及川奈央が（サンデーモーニングでの「大沢親分」のパロディとして）「喝」か「あっぱれ」か判定するというものだった。#27より判定対象を男性の振舞に限らないとして「及川親分の週刊深夜の御意見番」と名称変更。#44まで通算24回。
要検討
#75から#117まで15回。対立する事物の優劣（通常「うどんと蕎麦」のような他愛のないもの）を題材として、及川奈央と絹川麗がディベートを行う。視聴者は、いずれかに投票する形で参加、また題材を提起することもある。

#### クイズ/ゲーム系コーナー
及川謎
及川奈央の日々の出来事やハマっているものなどからクイズを出して、視聴者が当てるゲーム。当選者には何かしらのプレゼントがある。初回のパイロット番組名が「及川謎」であったことから、初期には番組を代表するコーナーとして毎回実施されたが、後半は稀に実施されるのみとなった。通算55回。
食革命
#51から#74まで11回。食べ合わせると何か他の食品の味になる組み合わせを、及川奈央と絹川麗が口にして、何の味になるか判定し観想を述べ合う。調理師免許を有する絹川麗が常識的な回答をするのに対して、及川奈央の味覚が特異であるという評価が定着した。
なつ菓子い！
#76から#93まで7回。目を閉じて駄菓子を食べ、それが何かを当てる。意外にも絹川の駄菓子通が判明。
ココリテスト
#54から#120まで17回。「心理テスト」の読み替え。恋愛関連が多く、アダルト系の問題も混じっていて、これを題材に絹川麗がいじられるのが定番。
tongue twister
#58から#118まで15回。通常の早口言葉以外に方言の台詞や外国語等を、及川奈央と絹川麗が言い合い、優劣を競う。
いつどこ!
#94から#117まで9回。いつ、どこで、誰が、何をした、をチャットで募集しランダムに繋ぎ合わせ面白い文章を作る。
なおなぞ!
#97から#120まで8回。なぞなぞのコーナー。及川奈央、絹川麗、視聴者がそれぞれ回答の速さを競うが、通常、視聴者がチャットで正解を投稿する方がはるかに速い。コーナー名は「及川謎」と似ているが、なぞなぞの題材は出演者とは関係がない。

#### 募集系コーナー
流行語を作っちゃおう
#38から#44まで7回。番組発の流行語を作ろうという企画で、視聴者からチャットでの提案を受けた。結果、流行語として定着したものはなかったが、「ギャオーッス！」だけは番組冒頭のコールとして採用され、一定の役割を果たすこととなった。
めざせ!R-1 絹川ギャグ
#44から#86まで28回。絹川麗がR-1ぐらんぷりに出場するためにチャッター(チャット参加者)からギャグのネタを募集し持ちネタにしようというもの。タランティーノシリーズなどのネタがある。R-1ぐらんぷり2009にエントリーはしたがスケジュールの都合により出場を断念する。以降コーナーは行われていない。
ドンピシャ！
#64から#74まで5回。テーマ（告白の言葉、前世は何？、等）に対して、及川奈央または絹川麗の心を強く捉えた回答を表彰する。

#### 実技系コーナー
ヨガってハニー
#10から#18まで9回。#47に1回だけ復活。視聴者からの提案と道具の提供を受けて開始。体が柔軟である及川奈央の特徴を活かして、ヨガのポーズを披露する。
奈央の館
#19から#24まで4回。視聴者や出演者からの相談に対して、及川奈央がタロット占いで回答する。コーナーとしての実施回数は少ないが、この占いによって転職を決意し実行したと報告してきた視聴者がいる。
奈央がカイてあげる
#22から#54まで、お題に対して視聴者からチャットで提案された文言を、及川奈央（書道三段）が毛筆で揮毫する形式でレギュラーコーナー。以後、正月等の特定のタイミングで実施。通算34回。
揉んでほぐしちゃうぞ
#25から#32まで7回。絹川麗が及川奈央にマッサージを行う。
画廊及川
#55から#116まで17回。絹川麗や視聴者からのリクエストにより、及川奈央がスケッチブックに絵を描く。人物の似顔絵、アニメやゲームのキャラクタが多い。
及川ハツラツ
#65から#98まで9回。各種運動や体力測定に及川奈央と絹川麗が挑戦する。このコーナーから首でフラフープを縦回転させる「首フープ」技が生まれた。

#### その他
今週のハセマ
#90から#100まで10回。この頃から準レギュラーとなった長谷川瞳について、動向や変顔写真等を紹介する。
ワイプの天使
別名「谷間トーク」。主に番組終了前の実技系コーナーの時間帯に、及川奈央が実技の準備をしている間、絹川麗が画面右下のワイプ枠を使って、チャット読み、告知、ギャグの披露等を行う。

### エピソード
- 初回は『及川謎!?』のタイトルで特番として1時間生配信された。前半は及川奈央が一人で正面に座り、チャットを読みながらフリップ代わりのスケッチブックを示して進行、後半は隣に小型ホワイトボードを持った神戸敏行が座って会話相手となる。この正面横並び形式の配置は、#8まで続いた。#9以降、テーブルを縦に置き、及川奈央と絹川麗が向かい合う配置が定着する。
- #2で視聴者から募集した番組タイトル案に基づき、#3で『自然体にもほどがある(仮)』と発表された。#4以降『自然体にもほどがある 及川奈央』と毛筆で書かれた看板が掲げられ、#5の冒頭ではじめて『及川奈央の自然体にもほどがある』とコールされた。なお、#9までは、レギュラー化してからの放送回数として「第8回」とコールしており、#10から通算放送回数を用いて「第10回」とコールするようになった。#11のみ『及川奈央と絹川麗の自然体にもほどがある』と連名冠が用いられている。
- #1ではスリーサイズを当てる問題が出されていた。本人曰く、公式スリーサイズは、デビュー当時（18歳）のサイズであり今とは違うと発言している。当てた視聴者はいたが、番組中に及川奈央が公表したサイズは、ヒップ88cmだけだった。
- #2から#4あたりにかけて、神戸敏行やHEY!たくちゃんが同じGyaOジョッキーの先輩格の番組である夏目ナナのあいなりにも出演していたことを巡り、及川奈央と夏目ナナとの間での鞘当めいた趣向を示す「及川派」「夏目派」といった言い回しが多用された。
- #12の生配信のためにスタジオ入りしようとした及川奈央を、連絡の不手際からかミッドタウンの警備員が足止めするという出来事があり、早速その回の『及川謎』コーナーの問題でネタとした。このような出来事をコーナー化し、『怒りオヤジ』をもじって『怒りアネキ』と名付ける案が検討されたが、頻繁に発生するわけではないので立ち消えとなった。
- ミッドタウンのスタジオの周囲に「霊がいる」という話題がしばしばネタとなった。#29の放送と『告っちゃ』放送後の深夜、及川奈央がトイレ内で遭遇した女性について、廊下側からトイレへの出入りを誰も目撃していないという「事件」があったが、トイレを挟んだ別の廊下にも出入口があったというオチだった(#30)。また、#13ではスタジオ内に設置された時計の針が異常な動きをし、及川奈央が狼狽する姿が生放送された。
- #21での及川奈央のタロット占いによって、転職を決断した視聴者がいる。
- #70を奈央(70=なお)記念とし初の海岸ロケを行いその模様を放送した[3]。ロケではゲストの長谷川瞳・浦えりからと共にズラサンにドッキリを仕掛けたつもりが実は全てバレていて最終的には逆ドッキリをやられてしまった。
- #90ではこっそりと長谷川瞳がチャットに参加していたが、長谷川の愛称似のIDの書き込みに絹川が気付き、及川が長谷川に電話で確認をして本人である事が発覚した。その後度々チャットに参加している。
- 髪を切ったことにスタッフや視聴者などが誰も気付いてくれないと拗ねる及川奈央に対して、実際に髪を切ったか否かにかかわらず、チャット上では「及川さん髪切った？」という挨拶が常套句となる。
- #100記念回は、及川奈央、絹川麗、長谷川瞳の三名が、網代から熱海にかけて二日間の温泉旅行を行い、その様子を自分達で撮影する趣向で、当番組として二回目のロケとなった。
- #119の怪談特集で長谷川の怪談話の伝統的な「おまえだー!!」と驚かせる手口により及川がショックを受け本当に泣いてしまう事となる。
- #120では番組開始直前に尿意を催した絹川が離席したため及川一人で始まった。放送前の麻布十番祭りでは声を掛けてきた若者(男)が居て、及川目当てと思い対応したが絹川に対し「観月ありささんですよね？」と言われ「へ!?そっち?」と戸惑う。

## 及川奈央の自然体にもほどがある2(配信元:ニコニコ生放送)

### 概要
2011年7月14日より、チャンネルニコジョッキーにて隔週木曜第1部(20時-20時55分)で放送が行われることになった番組。2011年7月5日と8日の番宣番組への出演を経て、ニコジョッキー有償放送のこけら落としとして配信された。2012年9月からは、及川の一時的なスケジュール上の都合との理由で、月1回の放送となっている。

### 出演者

#### レギュラー
- 及川奈央 (MC)
- 絹川麗 (アシスタント)（ー #55 〜絹川麗卒業スペシャル〜２０１４年９月18日）

#### ゲスト
- 神戸敏行

#1に、有償放送時間中に顔を出すことにためらいを示しつつも、短時間登場。#6では泉里香に横恋慕していることを告白する。#18冒頭の占いに、絹川がインフルエンザで休んだため登場。
- くじら

#3で単発コーナー「教えて！くじらさん！」に出た後、ビンタと土下座で退場。2011年12月29日の2時間スペシャルでは、ヤマダ電機で買物していたところ、生放送中の及川からの電話で、焼きそばパンを買ってくるよう命じられ、メンチカツドッグを買って番組後半に駆けつけた。絹川麗が休んだ#36で、久下恵美と共にゲスト出演。
- 久下恵美

#4で及川奈央とエチュードを演じた。#22の『及川奈央誕生記念！公開生放送』でゲストトーク。#36では番組途中からバスタオル1枚の姿で、チーズを肴に缶ビールを飲んでいた。
- 浦えりか

#8の放送中、同じスタジオでチャット番組「アイドルコレクション」に出演しており、その合間に短時間登場。
- スパローズ

2011年12月29日の2時間スペシャル(#13)途中で乱入。
- 熊切あさ美

#15で及川の数年来の親友として裏話を披露。舞台『次郎長なが～い目で見てください』の告知。
- 川上ジュリア

#16。舞台『HOLSTEIN KILLER NEVER DIE!!』関連トーク。シングル『桜涙』の告知。
- 伊藤真奈美・藤原希・豊永伸一郎・村島リョウ

#17。舞台『アイニク』関連トーク。
- 綾田俊樹・森下亮・伊藤真奈美・鈴木ちえ・藤原希・関根信一・キンタカオ・肘井美佳・岡田亜矢・豊永伸一郎・若林幸樹

#18。村島リョウもディレクター席におり、舞台『アイニク』キャスト総出演によるトーク。
- 流れ星

Gyaoジョッキー時代から誕生日恒例ゲストだったが、#22の『及川奈央誕生記念！公開生放送』でゲストトーク。
- ミラクルひかる

#22の『及川奈央誕生記念！公開生放送』でゲストトーク。
- キャプテン渡辺・みょーちゃん・あかつ

及川奈央との面識はなかったが、4月12日の『くじらのお誕生日会』で同席した縁で、#22の『及川奈央誕生記念！公開生放送』でゲストトーク。

#### 構成作家
- 初期の担当は公表されていない。
- スーツ(村島リョウ)

#19 - #31
- 森下つよし

#32 -
- 能條ジョー

#47 -

### コーナー

#### トーク系コーナー
スナック ほどガール
#4で「新コーナー」としてタイトルをコメントで募集しその場で決定。及川ママと絹川チーママが、酒を飲むということ以外は、特に内容は定義されていない。GyaOジョッキー時代の「人生相談 自然体にこたえちゃう」に相当するコーナーとしてレギュラー化。人生相談にこたえると称しつつ、勝手にガールズトークを展開するという点も、GyaOジョッキー時代と同じである。#17でのゲストとの宴会以降は自然消滅。
人生相談 自然体にこたえちゃう
GyaOジョッキー時代のコーナーの復活版。#20,23、及び#25以降毎回実施。
要検討
GyaOジョッキー時代のコーナーの復活版。ニコニコ動画の特徴であるアンケート機能により勝負を決するという趣向を加え、#8,9,11,19,23で実施。
2011年及川奈央10大ニュース
2011年12月29日の2時間スペシャルの特設コーナー。
実キャス
アニメを実写化するとしたら、誰をキャスティングしたいかを語る。#32で実施。
それ、いったん持ち帰ろうよ
世の中で当たり前と思われている事柄を、考え直してみるコーナー。#32以降毎回実施。

#### クイズ/ゲーム系コーナー
いつどこ!
GyaOジョッキー時代のコーナーの復活版。#7,23,25,28,30,31で実施。
tongue twister
GyaOジョッキー時代のコーナーの復活版。#19,27で実施。
ココリテスト
GyaOジョッキー時代のコーナーの復活版。#19,21,25,26で実施。
なおなぞ!
GyaOジョッキー時代のコーナーの復活版。#20,28,30で実施。
一週間を振り返って答えましょう『ウィーク・クイズ』
一週間の出来事から出題されるクイズ。#33以降毎回実施。

#### 実技系コーナー
これ言ってみる?
シチュエーションを決め、その中で言ってほしい台詞を募集して、及川奈央が演じる。#10で実施。
奈央の館
コーナー名は名乗っていないが、#11でスナックほどガールを置き換える形で復活。
画廊及川
GyaOジョッキー時代のコーナーの復活版。#27で実施。

#### スポンサーコーナー
- 2012年1月 - 3月、占い企業がスポンサーとなり、所属する占師のコーナーが設けられた。

### エピソード
- 初回は、特にコーナー設定がなく、GyaOジョッキー時代のコーナーやエピソードの紹介、次回以降のコーナー募集、イベント告知等を行った。視聴者から花とヱビスビールが差し入れられ、ビールで乾杯して再開を祝したので、GyaOジョッキー時代からの「記念回には飲みながら放送する」伝統は引き継がれたことになる。有償放送の最初として視聴者数が注目されたが、生放送終了時点での来場者数は1702名を記録した。
- 2011年7月30日に、番組と同名のオフラインイベントが開催され、くじら、HEY!たくちゃん、スパローズ、及び神戸敏行がゲスト参加した。
- #8の生放送中、ニコニコ生放送のトップページに番宣バナーが置かれたが、この回の生放送終了時点での来場者数は4,363名(タイムシフトを含む最終来場者数は4,717名)を記録し、ニコジョッキー有料放送開始以来の新記録となった。
- 2011年12月は木曜日が5週まであり、最終週は21時枠のサンズエンタテインメント番組が休みであることを利用して、年末特別2時間スペシャルとして放送された。
- GyaOジョッキー時代から、毎年4月21日の前後には“及川奈央誕生日”として特別企画が行われることがあったが、2012年4月はまず#21(4月12日)にサプライズコーナーとしてバースデーケーキ贈呈があり、#22(4月26日)は番組初の公開生放送として及川奈央誕生記念イベントが行われた。
- #24では、沖縄への撮影旅行のメイキングビデオが披露された。スチル撮影風景の他、絹川が滝つぼで溺れかけ、スタッフに救出されるシーン等が放送された。